# きしめん
きしめんは、幅広で薄く平たい形状のうどんの一種。ならびにその麺を使用した料理を指す。愛知県では「きしめん普及委員会」が発足するなど、愛知県の名物となっている。また基準を守り、愛知県で製造されたものについては「名古屋きしめん」と表示することが認められている。
平たいうどんは平打ちうどん（ひらうちうどん）とも呼ばれ、日本農林規格や公正取引委員会においてうどんの一種として分類されている。関東地方の「ひもかわ」や「おっきりこみ」、山梨県の「ほうとう」や岡山県の「しのうどん」など、さまざまな名称の平打ちうどんが、日本の各所に存在する。

## 規格
日本における乾燥きしめんは日本農林規格（JAS規格）において定義される「干しめん」に分類される。「干しめん」は小麦粉・デンプン・食用植物油（めん帯又はめん線に塗付する場合に限る。）・食塩・抹茶及び粉末野菜を原材料とし、添加物の規定を遵守したものとされている。
内閣府令の『食品表示基準』によれば「干しめん」のうち、小麦粉に食塩と水を混ぜてよく練った生地にでん粉、食用油または小麦粉を塗付し、よりをかけながら引き伸ばして乾燥・熟成させ、めんを引き伸ばす過程を手作業で行う製法のものは「手延べ干しめん」に分類されている。
『食品表示基準』においては、原則的に「干しめん」「手延べ干しめん」と表示を行うことになっているが、以下の条件を満たしたものについては「きしめん」「手延べきしめん」等の表示を行うことが可能である。幅が4 .5mm以上で、厚さが2mm以下の場合は「[きしめん」「ひらめん」「ひもかわ」の表示が可能である。手延べ干しめんに該当する場合は「手延べきしめん」「手延べひもかわ」の表示が可能である。
生麺・茹で麺等（半生・冷凍麺等も含む）については製麺法を問わず『生めん類の表示に関する公正競争規約』にて、「きしめん、等一般消費者に誤認されない名称に替えることができる（一部抜粋） 」と記載されており、具体的な数値や形状による基準は示されていないため、製造・販売業者の判断により、見た目が薄くて平たい形状のうどんを「きしめん」と名付けて販売している。
ただし、名古屋地域の名産・特産・本場・名物等として「名古屋きしめん」と表示する場合は、公正競争規約の施行規則に基づき、以下の条件を満たす必要がある。
1. 愛知県内で製造されたもの
2. 手打（手延べ）及び手打式（風）のもの
3. 原料小麦粉 - タンパク質8.2％以上、灰分0.38％以下
4. 食塩 - 原料粉重量に対し４％前後
5. 加水量 - 原料粉重量に対し30％前後
6. 熟成時間 - 1時間以上
7. めん線 - めんの厚み1.5 ㎜前後、切歯番手4番 - 6番
8. ゆで時間 - 5 - 6分以内

## 料理
薄い形状のため、うどんより茹で時間は短い。水と小麦粉と塩を練って作る点はうどんと同じだが、平たく延ばすために加水率は高めとなり、コシは弱く表面は滑らかでつるりとしているのが特徴である。

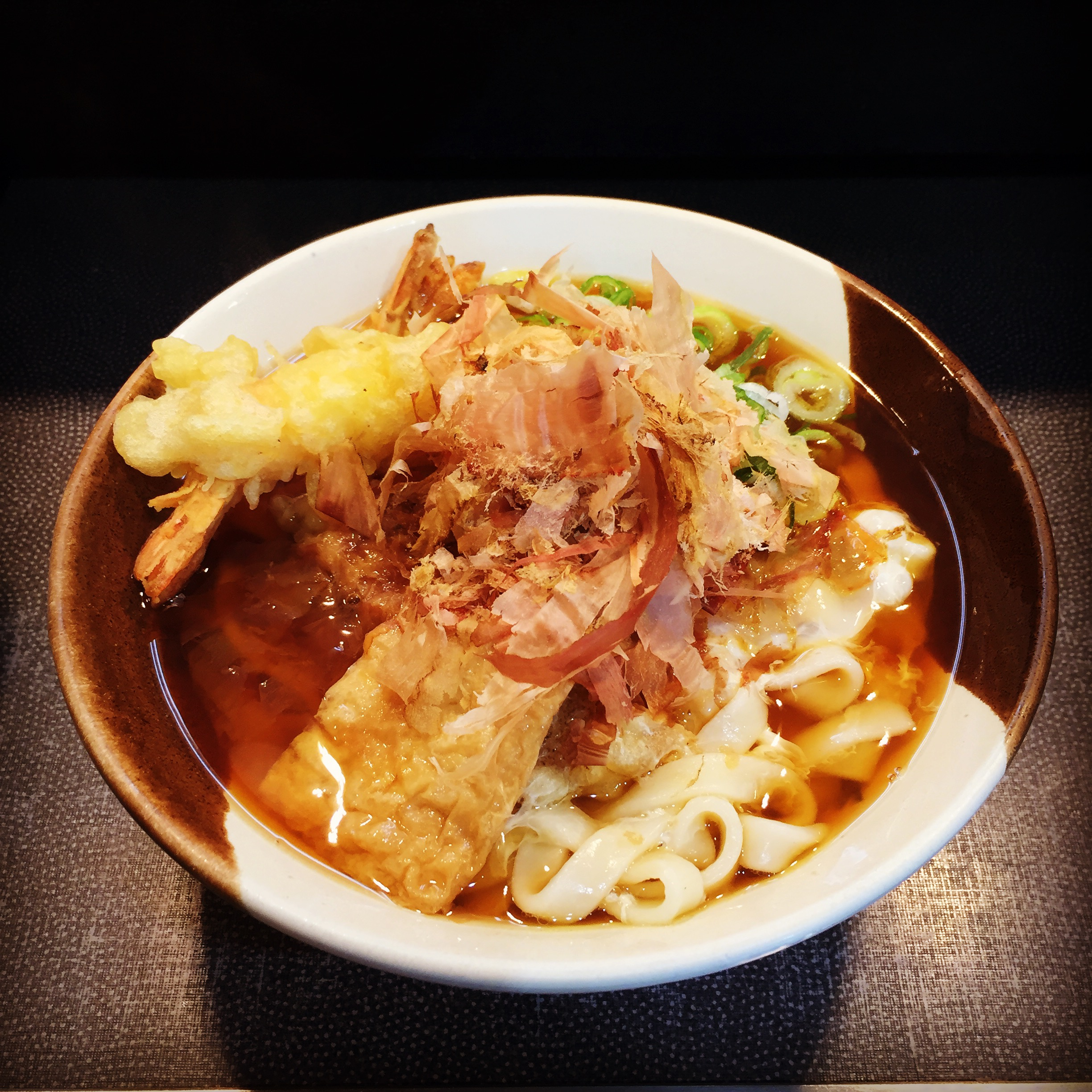
名古屋駅ホームの立ち食い店の、エビ天うどん

茹でて冷水で締めた麺を温め直し、かけうどんと同様な熱いつゆをかけ、油揚げや鶏肉などの具や、ネギ、削り節を載せるのが一般的な食べ方である。名古屋では西日本と東日本の中間的な色調のつゆが使用されるため、全国的にもこれに準じることが多い。
また、“カレーきしめん”（→カレーうどん）や“味噌煮込みきしめん”（→味噌煮込みうどん）、“力きしめん”（→力うどん）のように、うどんと同じように調理されたきしめんもあり、夏場には“ざるきしめん”（→ざるうどん）やきしころなどの冷やし麺としても食べられる。きしめんはうどんより水分を吸いやすいため、うどんを用いる時より汁の水分を減らしたり、茹で時間を短縮したりするなどの工夫が必要ではあるものの、うどんと類似した調理方法も多く、店でも販売されている。

## 歴史
江戸時代の『東海道名所記』には三河（三河国）芋川の名物だとされており、『好色一代男』でも触れられている。
江戸時代後期には、江戸において「ひもかわ」と呼んでいたが、『守貞謾稿』において「ひもかわ」は芋川の訛りで、名古屋では「きしめん」と呼ぶと記述されている。

### 起源
起源は各説あり、定かとはなっていない。
例えば、國學院大學の加藤有次は、「江戸時代、東海道・芋川（愛知県刈谷市）名物だった平打ちうどん」がきしめんのルーツとの説を唱えている。同地で作られていた平らなうどんは「芋川（いもかわ）うどん」と呼ばれ、江戸時代初期から同地の名物として知られており、同時代に書かれた『嬉遊笑覧』では、「江戸で言う“ひもかわうどん”の起源か?」とも記されている。「芋川」の場所は、江戸期の文献は今岡とする が、一里山町、今川町 と諸説ある。
他方、名古屋市教育委員会は、三河池鯉鮒宿（現知立市）で雉の肉を入れたうどんが好評で雉麺（きじめん）と呼ばれて名古屋にまで伝わったという説を主張、名古屋城内にある「きしめん亭」前には教育委員会による説明看板がある。

### 語源
「きしめん」の語源は、「原型は麺でなく碁石型だった故に、“棊子麺（棊は棋の異体字）”が転じて“きしめん”となった」という説や、「紀州の者が作った“紀州麺”（きしゅうめん）から“きしめん”となった」という説、「キジの肉をめんの具にして藩主に献上した“雉麺”から」など、諸説ある。

## ギャラリー

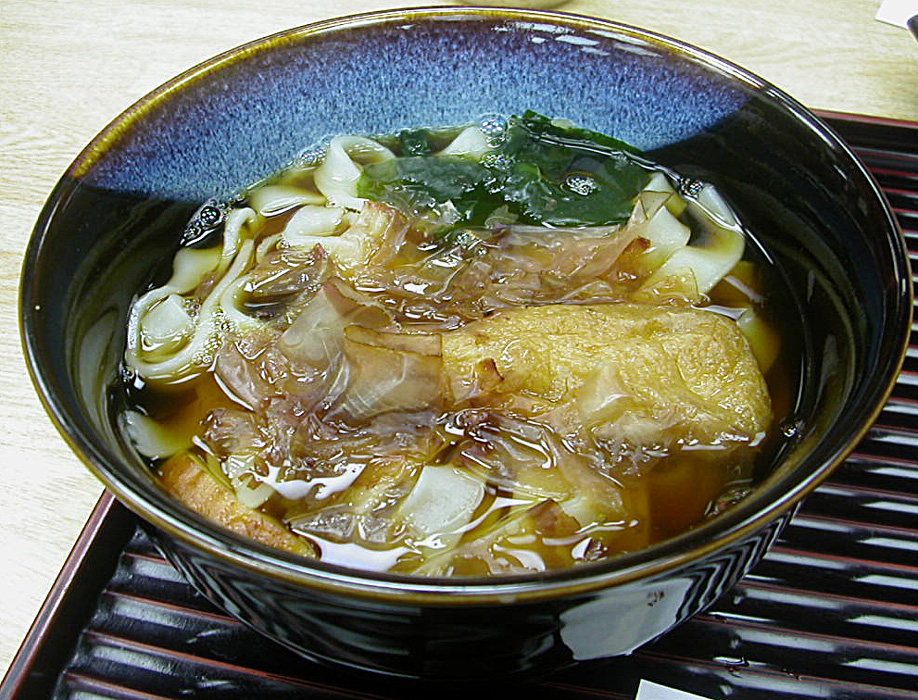
志の田きしめん
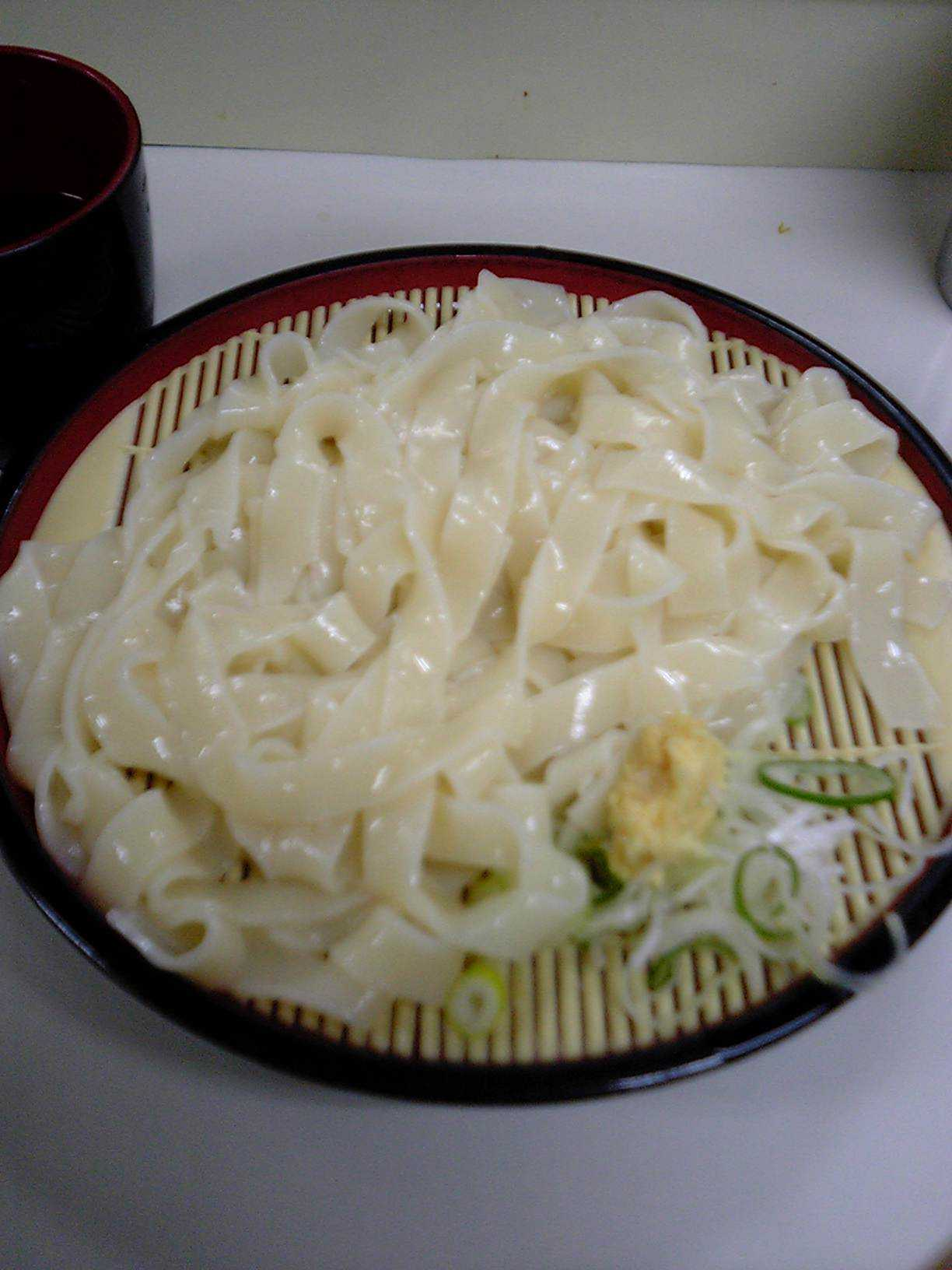
ざるきしめん
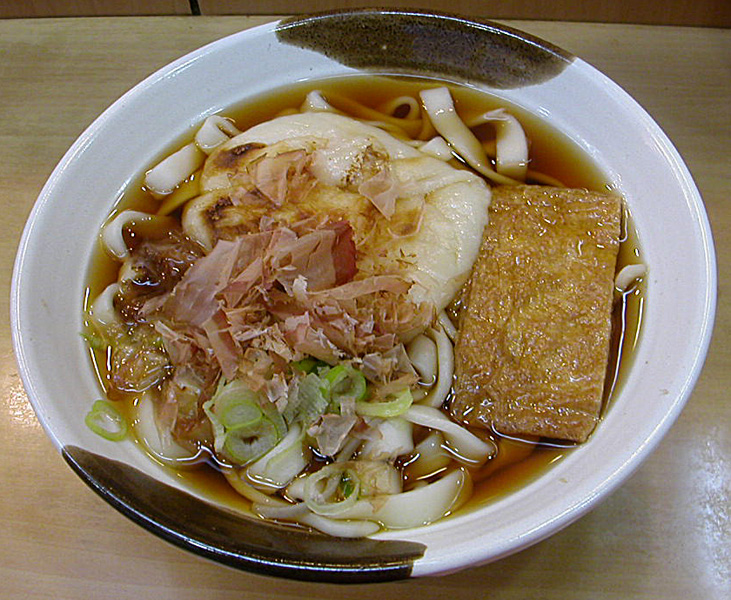
力きしめん（餅入り）
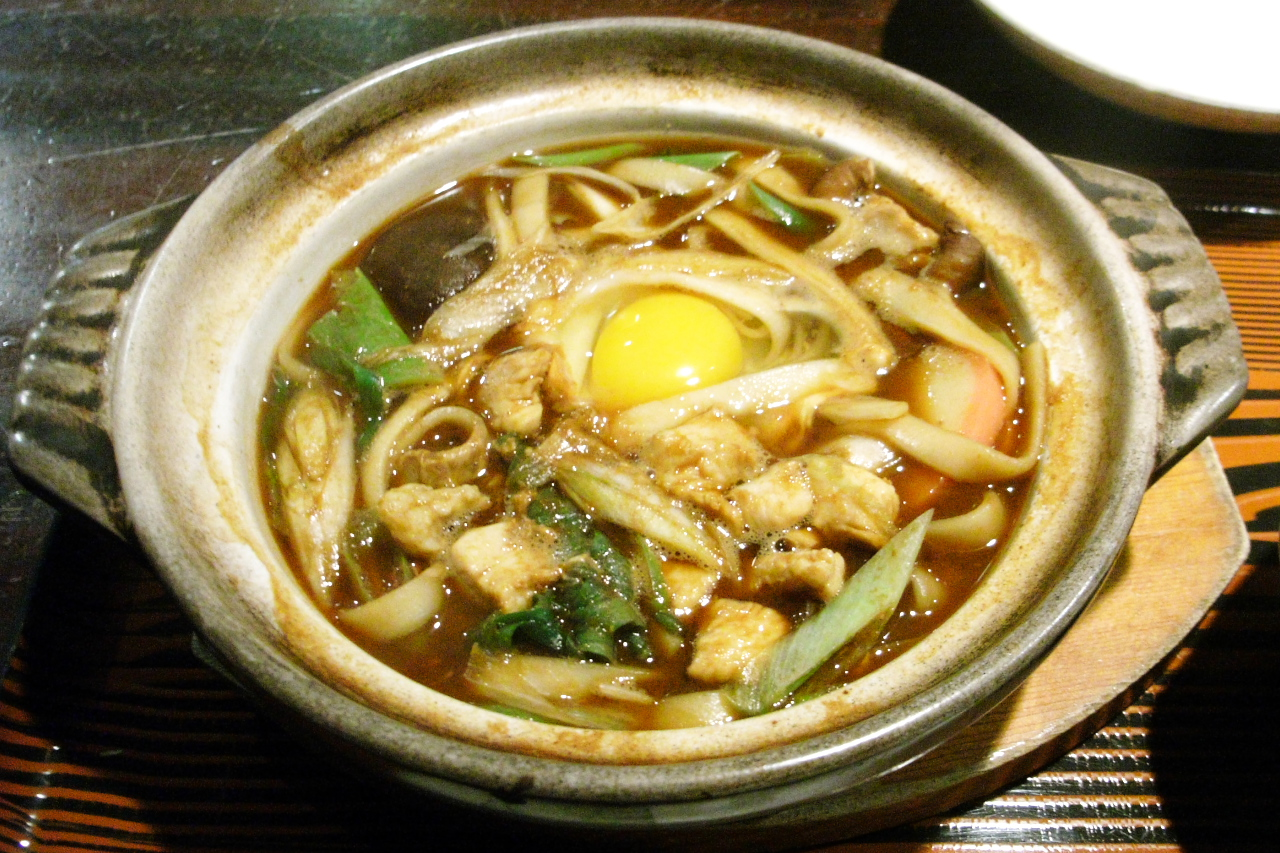
味噌煮込みきしめん
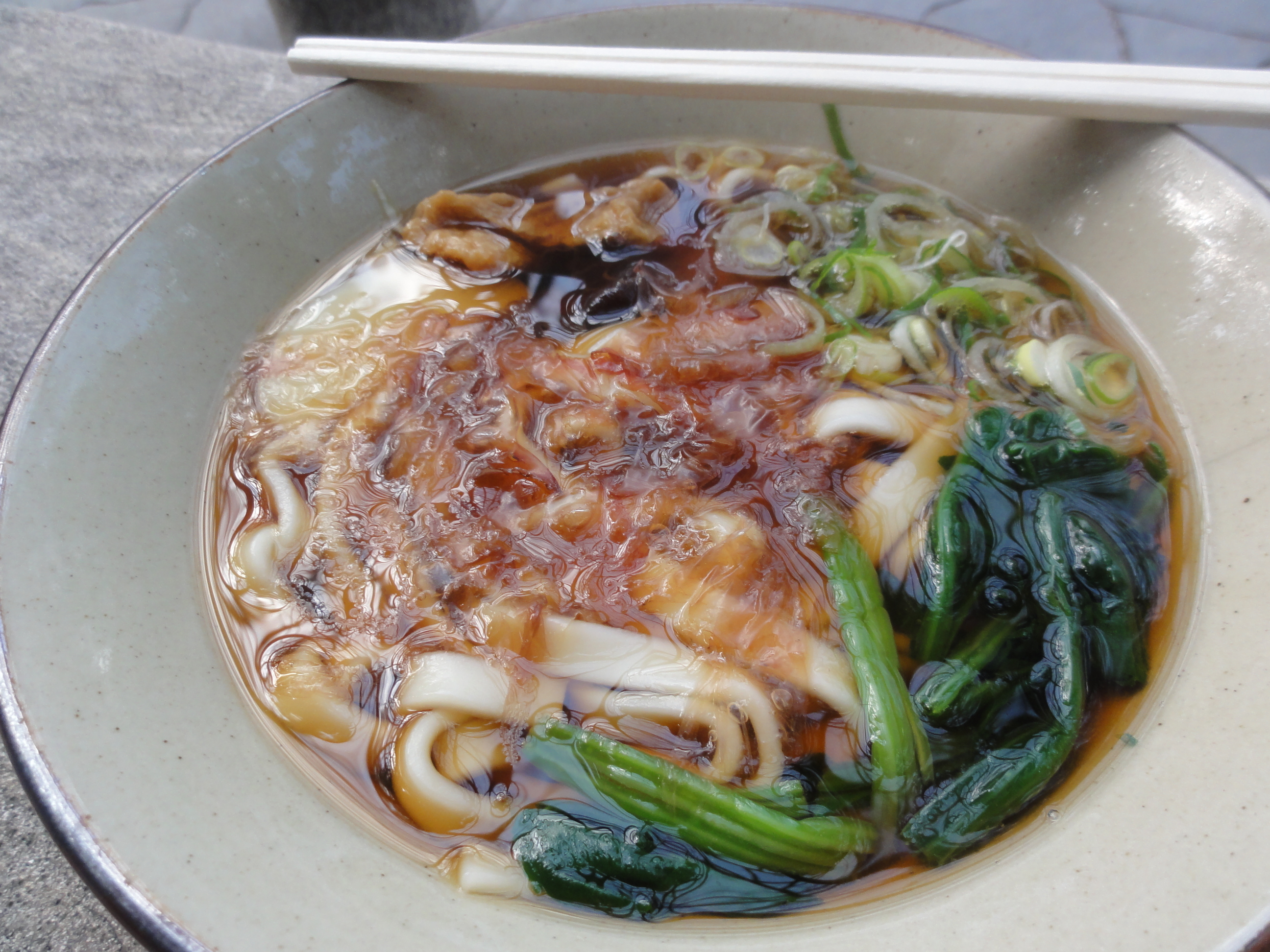
熱田神宮境内で供された、宮きしめん